# MVV in het seizoen 1973/74
Het seizoen 1973/1974 was het 20e jaar in het bestaan van de Maastrichtse betaaldvoetbalclub MVV. De club kwam uit in de Eredivisie en eindigde daarin op de 11e plaats. Tevens deed de club mee aan het toernooi om de KNVB Beker, hierin werd in de tweede ronde verloren van Telstar (0–1).

## Wedstrijdstatistieken

### Eredivisie
|       | Ajax  | FC Amsterdam | AZ '67 | Feyenoord | Go Ahead Eagles | De Graafschap | FC Groningen | FC Den Haag-ADO | Haarlem | NAC   | N.E.C. | PSV   | Roda JC | Sparta | Telstar | FC Twente '65 | FC Utrecht |
| ----- | ----- | ------------ | ------ | --------- | --------------- | ------------- | ------------ | --------------- | ------- | ----- | ------ | ----- | ------- | ------ | ------- | ------------- | ---------- |
| Thuis | 0 – 4 | 0 – 0        | 1 – 1  | 0 – 0     | 1 – 0           | 4 – 1         | 2 – 5        | 0 – 0           | 0 – 0   | 1 – 0 | 0 – 1  | 4 – 3 | 4 – 1   | 0 – 3  | 0 – 2   | 0 – 2         | 1 – 0      |
| Uit   | 4 – 1 | 2 – 2        | 1 – 2  | 3 – 1     | 0 – 0           | 1 – 1         | 1 – 1        | 1 – 1           | 2 – 2   | 3 – 0 | 2 – 2  | 4 – 2 | 1 – 2   | 1 – 1  | 0 – 0   | 3 – 0         | 1 – 0      |

### KNVB beker
| 2e ronde                                     | Telstar         | 1 – 0 Na verlenging | MVV |
| 10 november 1973 Plaats: Velsen Schoonenberg | Fred André 116' |                     |     |

## Statistieken MVV 1973/1974

### Eindstand MVV in de Nederlandse Eredivisie 1973 / 1974
| Stand | Gespeeld | Gewonnen | Gelijk | Verloren | Punten | Doelpunten voor | Doelpunten tegen |
| ----- | -------- | -------- | ------ | -------- | ------ | --------------- | ---------------- |
| 11e   | 34       | 8        | 14     | 12       | 30     | 36              | 52               |

### Topscorers
| #      | Naam               | Goal |
| ------ | ------------------ | ---- |
| 1.     | Willy Brokamp      | 9    |
| 2.     | Cor Pot            | 7    |
| 3.     | Jo Bonfrère        | 4    |
| 3.     | Johan Dijkstra     | 4    |
| 3.     | Leo Kerstges       | 4    |
| 6.     | Gerard Hoenen      | 2    |
| 6.     | Frank Kramer       | 2    |
| 8.     | Bram Braam         | 1    |
| 8.     | Jean Colombain     | 1    |
| 8.     | Jos Lacroix        | 1    |
| 8.     | Martin Nieuwendijk | 1    |
| Totaal | Totaal             | 36   |

| #      | Naam        | Goal |
| ------ | ----------- | ---- |
| –      | Geen speler | 0    |
| Totaal | Totaal      | 0    |

## Voetnoten
Ajax ·
FC Amsterdam ·
AZ '67 ·
Feyenoord ·
Go Ahead Eagles ·
De Graafschap ·
FC Groningen ·
FC Den Haag-ADO ·
Haarlem ·
MVV ·
NAC ·
N.E.C. ·
PSV ·
Roda JC ·
Sparta ·
Telstar ·
FC Twente '65 ·
FC Utrecht